# 吩噁嗪
吩噁嗪（英語：Phenoxazine），又称夹氧氮蒽，是一种杂环化合物，在结构上由噁嗪合并两个苯环构成。其存在于一些天然产物的核心结构中，如放线菌素和石蕊。在尼罗红 (染料)和尼罗蓝染料中也存在吩噁嗪结构。
吩噁嗪染料曾经被广泛用于丝绸染色，但由于其耐光色牢度低，随后被市场淘汰。然而，由于其在腈纶纤维上的耐光性明显更好，这些染料又重新流行。